# Torquay (Vitória)
Torquay é um resort à beira-mar em Vitória, na Austrália, que fica em frente ao Estreito de Bass, 21 km ao sul de Geelong e é a porta de entrada para a Great Ocean Road. Faz fronteira com o oeste por Spring Creek e suas características costeiras incluem Point Danger e Zeally Bay. No censo de 2016, Torquay tinha uma população de 13.258.